# Poa arctica
Poa arctica là một loài cỏ trong họ hòa thảo, thuộc chi poa.

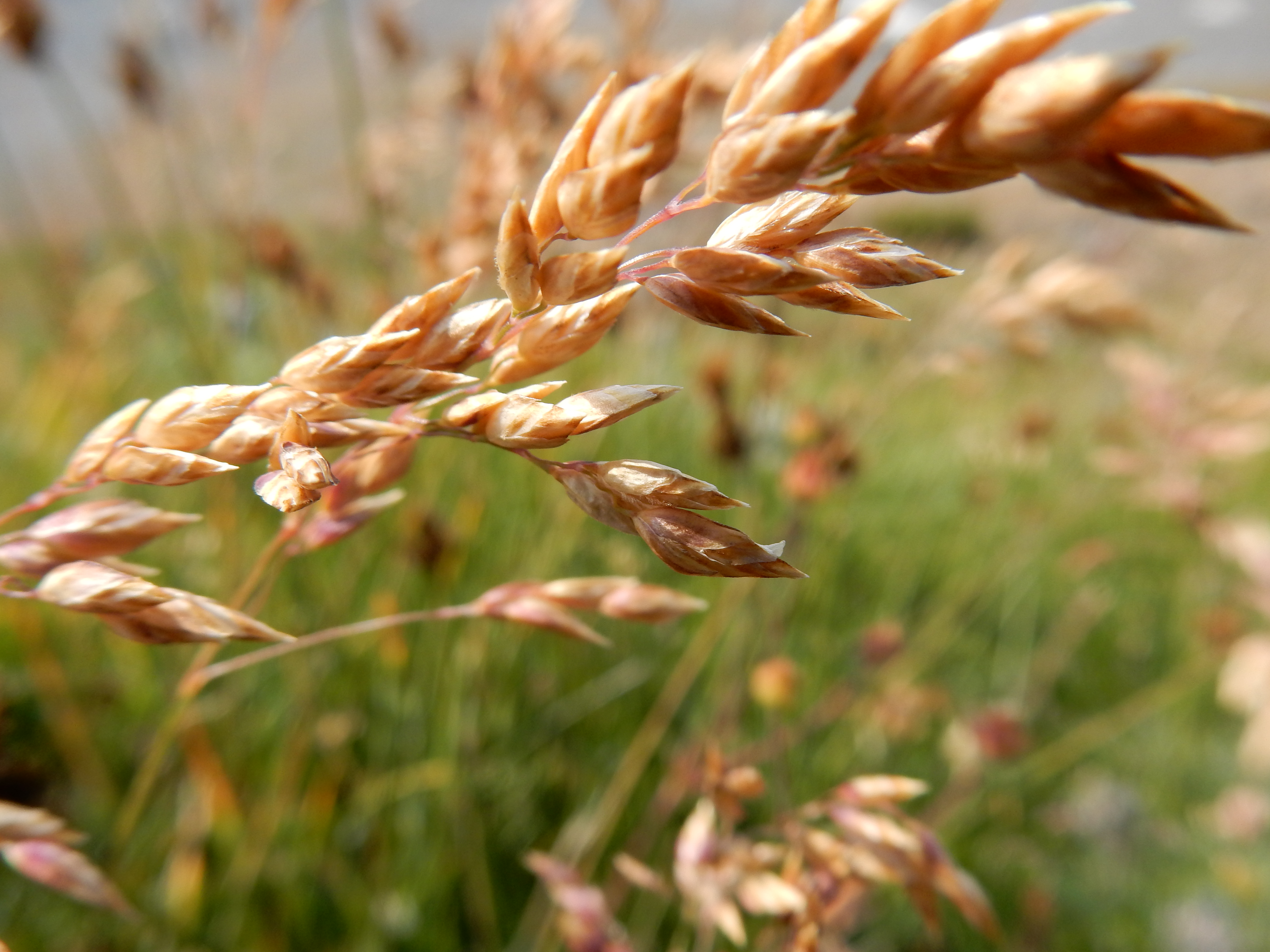
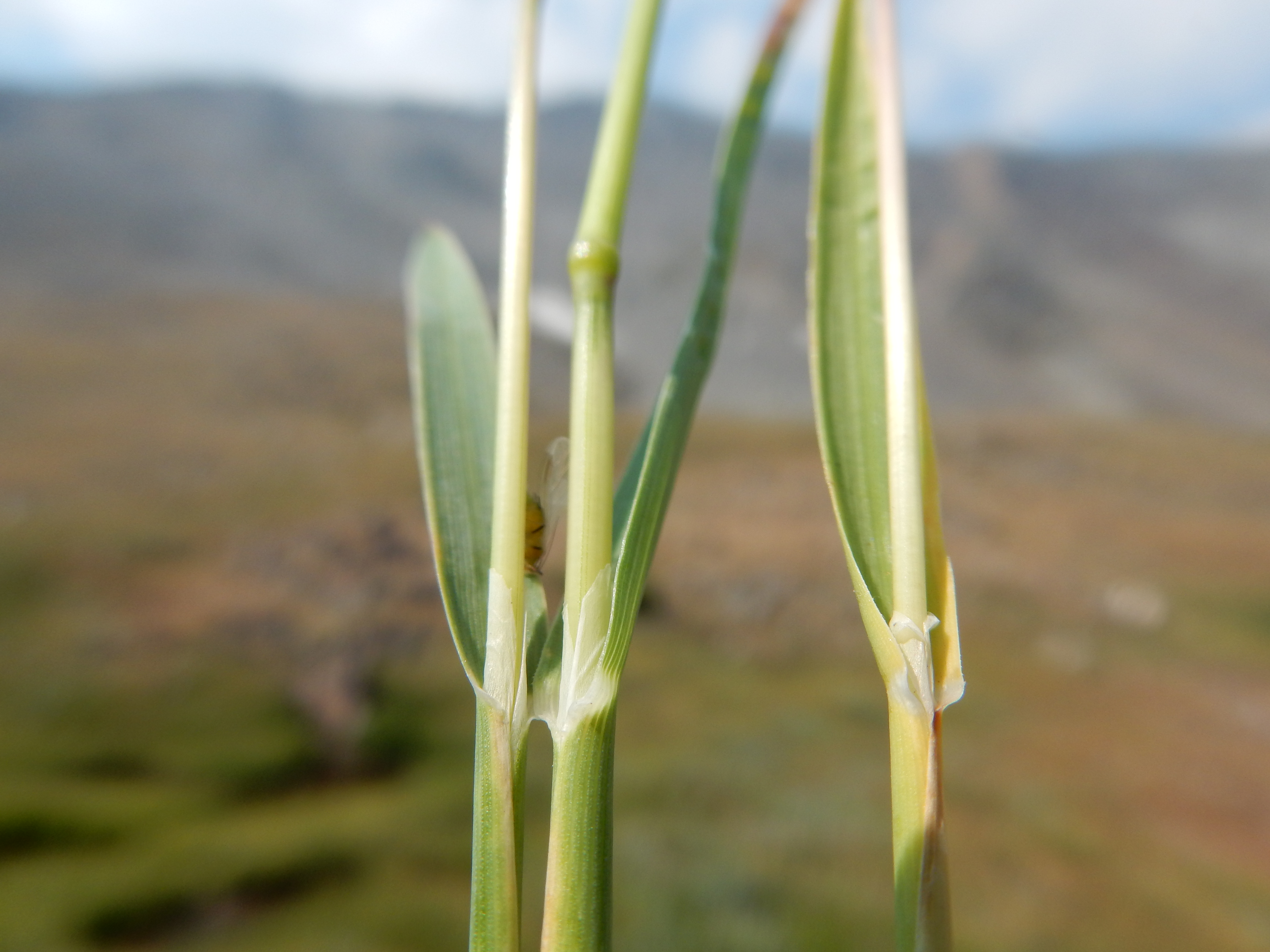